# U-601
Unterseeboot 601 foi um submarino alemão do Tipo VIIC, pertencente a Kriegsmarine que atuou durante a Segunda Guerra Mundial.

## Comandantes
| Comandante               | Data                                             |
| ------------------------ | ------------------------------------------------ |
| Kptlt. Peter-Ottmar Grau | 18 de dezembro de 1941 - 28 de novembro de 1943  |
| Oblt. Otto Hansen        | 29 de novembro de 1943 - 25 de fevereiro de 1944 |

## Subordinação
Durante o seu tempo de serviço, esteve subordinado às seguintes flotilhas:
| Período                                      | Flotilha                                   |
| -------------------------------------------- | ------------------------------------------ |
| 18 de dezembro de 1941 - 30 de junho de 1942 | 5. Unterseebootsflottille (treinamento)    |
| 1 de julho de 1942 - 31 de maio de 1943      | 11. Unterseebootsflottille (serviço ativo) |
| 1 de junho de 1943 - 25 de fevereiro de 1944 | 13. Unterseebootsflottille (serviço ativo) |

## Operações conjuntas de ataque
O U-601 participou das seguinte operações de ataque combinado durante a sua carreira:
- Rudeltaktik Boreas (19 de novembro de 1942 - 6 de dezembro de 1942)
- Rudeltaktik Wiking (20 de setembro de 1943 - 3 de outubro de 1943)
- Rudeltaktik Eisenbart (19 de dezembro de 1943 - 5 de janeiro de 1944)
- Rudeltaktik Isegrim (16 de janeiro de 1944 - 27 de janeiro de 1944)
- Rudeltaktik Werwolf (27 de janeiro de 1944 - 1 de fevereiro de 1944)